# Campeonato Europeu de Atletismo em Pista Coberta de 2013 - 3000 m feminino
A prova dos 3000 metros feminino do Campeonato Europeu de Atletismo em Pista Coberta de 2013 foi disputada entre 2 e 3 de março de 2013 no Scandinavium em Gotemburgo, Suécia.

## Recordes
Antes desta competição, os recordes mundiais e do campeonato nesta prova eram os seguintes:
|                       | Nome              | Nacionalidade | Tempo     | Local     | Data                    |
| --------------------- | ----------------- | ------------- | --------- | --------- | ----------------------- |
| Recorde mundial       | Meseret Defar     | Etiópia       | 8m 23s 72 | Estugarda | 3 de fevereiro de 1997  |
| Recorde do campeonato | Fernanda Ribeiro  | Portugal      | 8m 39s 49 | Estocolmo | 9 de março de 1996      |
| Recorde europeu       | Liliya Shobukhova | Rússia        | 8m 27s 86 | Moscou    | 17 de fevereiro de 2006 |

## Medalhistas
| Ouro               | Prata                | Bronze                  |
| Sara Moreira (POR) | Corinna Harrer (GER) | Fionnuala Britton (IRL) |

## Cronograma
Todos os horários são locais (UTC+2).
| Data       | Hora  | Evento  |
| ---------- | ----- | ------- |
| 2 de março | 12:25 | Bateria |
| 3 de março | 12:10 | Final   |

## Resultados

### Bateria
Qualificação: 4 atletas de cada bateria  (Q) mais os  4 melhores qualificados (q).  

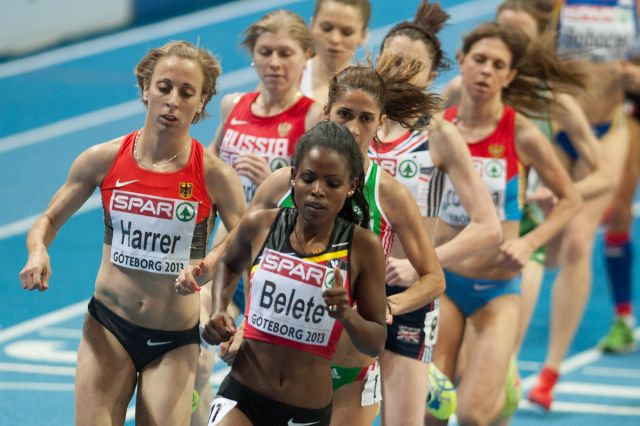
A final em andamento

| Posição | Bateria | Atleta               | Nacionalidade | Tempo   | Notas |
| ------- | ------- | -------------------- | ------------- | ------- | ----- |
| 1       | 1       | Sara Moreira         | Portugal      | 9:01.00 | Q     |
| 2       | 2       | Natalya Aristarkhova | Rússia        | 9:02.61 | Q     |
| 3       | 1       | Lauren Howarth       | Reino Unido   | 9:03.30 | Q     |
| 4       | 1       | Fionnuala Britton    | Irlanda       | 9:03.30 | Q     |
| 5       | 2       | Corinna Harrer       | Alemanha      | 9:03.41 | Q     |
| 6       | 2       | Almensh Belete       | Bélgica       | 9:04.41 | Q     |
| 7       | 1       | Yelena Korobkina     | Rússia        | 9:04.89 | Q     |
| 8       | 1       | Poļina Jeļizarova    | Letônia       | 9:05.96 | q     |
| 9       | 2       | Christine Bardelle   | França        | 9:06.50 | Q     |
| 10      | 1       | Roxana Bârcă         | Roménia       | 9:09.09 | q     |
| 11      | 2       | Ancuța Bobocel       | Roménia       | 9:09.22 | q     |
| 12      | 1       | Dudu Karakaya        | Turquia       | 9:09.70 | q     |
| 13      | 2       | Silvia Weissteiner   | Itália        | 9:12.73 |       |
| 14      | 1       | Paula González       | Espanha       | 9:17.76 |       |
| 15      | 1       | Charlotta Fougberg   | Suécia        | 9:21.15 |       |
| 16      | 2       | Teresa Urbina        | Espanha       | 9:23.65 |       |
| 17      | 2       | Ercilia Machado      | Portugal      | 9:35.97 |       |
| 18      | 2       | Layes Abdullayeva    | Azerbaijão    | DNF     |       |

### Final
A final foi realizada às 12:10 no dia 3 de março de 2013.  

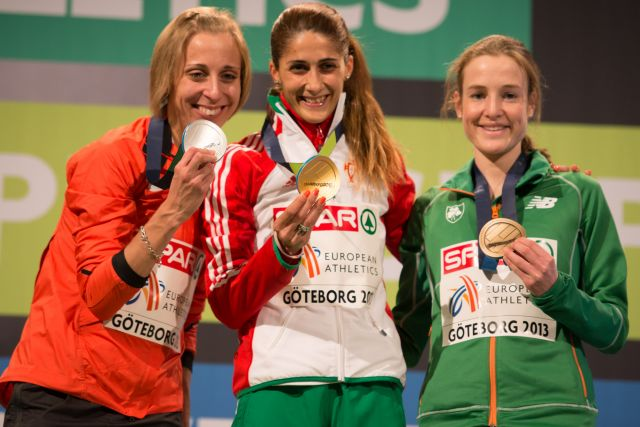
Os medalhistas (da esquerda para a direita): Corinna Harrer, Sara Moreira, Fionnuala Britton

| Posição           | Atleta               | Nacionalidade | Tempo   | Notas |
| ----------------- | -------------------- | ------------- | ------- | ----- |
| Medalha de ouro   | Sara Moreira         | Portugal      | 8:58.50 |       |
| Medalha de prata  | Corinna Harrer       | Alemanha      | 9:00.50 |       |
| Medalha de bronze | Fionnuala Britton    | Irlanda       | 9:00.54 |       |
| 4                 | Yelena Korobkina     | Rússia        | 9:00.59 |       |
| 5                 | Almensh Belete       | Bélgica       | 9:03.89 |       |
| 6                 | Lauren Howarth       | Reino Unido   | 9:04.04 |       |
| 7                 | Christine Bardelle   | França        | 9:08.62 |       |
| 8                 | Poļina Jeļizarova    | Letônia       | 9:09.86 |       |
| 9                 | Roxana Bârcă         | Roménia       | 9:10.51 |       |
| 10                | Dudu Karakaya        | Turquia       | 9:15.07 |       |
| 11                | Ancuța Bobocel       | Roménia       | 9:18.37 |       |
| 12                | Natalya Aristarkhova | Rússia        | 9:23.28 |       |

Legenda
| Recorde mundial       | Recorde mundial (World record)               |                       | Recorde africano                      | Recorde africano (African) |                                           | Q | Classificado por posição (Qualified) |
| Recorde do campeonato | Recorde do campeonato (Championship record)  | Recorde da América    | Recorde da América (Americas)         | q                          | Classificado por melhor tempo (Qualified) |   |                                      |
| Melhor marca do ano   | Melhor marca do ano (World leading)          | Recorde asiático      | Recorde asiático (Asian)              | DNS                        | Não largou (Did not start)                |   |                                      |
| Recorde nacional      | Recorde nacional (National record)           | Recorde europeu       | Recorde europeu (European)            | DNF                        | Não terminou (Did not finish)             |   |                                      |
| Recorde pessoal       | Recorde pessoal do atleta (Personal best)    | Recorde da Oceania    | Recorde da Oceania (Oceania)          | DSQ / DQ                   | Desclassificado (Disqualified)            |   |                                      |
| Recorde da temporada  | Recorde da temporada do atleta (Season best) | Recorde sul-americano | Recorde sul-americano (South America) | NM                         | Sem marca (No mark)                       |   |                                      |